# Waldemar Klingelhöfer
Waldemar Klingelhöfer (Moscou, 4 de abril de 1900 – década de 1980) foi um criminoso de guerra alemão. Seu principal cargo foi de Sturmbannführer.
Foi detido na prisão de Landsberg.